# Kim Holk
Kim Holk, född 1977 i Rosengård i Malmö, är en svensk brottare,  flerfaldig svensk mästare i 55-kilosklassen.
Holk började sin brottarkarriär i BK Björnvid, som sedan blev Malmö Tigers, men tävlar sedan 2005 för Hököpinge BK. Han har representerat Sverige vid flera europamästerskap och världsmästerskap, bland annat VM i Aten 1999, VM i Moskva 2002 där han blev 27:a och VM i Paris 2003, samt ett flertal internationella tävlingar såsom Finlandia Open.